# Cora parda
Cora parda är en trollsländeart som beskrevs av Bick 1991. Cora parda ingår i släktet Cora och familjen Polythoridae. Inga underarter finns listade i Catalogue of Life.